# Irbid
Irbid (arabiska: إربد) är en stad i Jordanien. Staden är huvudort i provinsen Irbid och är belägen cirka 85 kilometer från huvudstaden Amman. Själva staden Irbid hade 387 760 invånare år 2010, medan storstadsområdet hade cirka en miljon invånare. Därmed är den Jordaniens tredje största stad efter Amman och az-Zarqa, medan storstadsområdet är landets näst största.